# Sportvereinigung 07 Elversberg Saar 2022-2023
Questa voce raccoglie le informazioni riguardanti la Sportvereinigung 07 Elversberg Saar nelle competizioni ufficiali della stagione 2022-2023.

## Stagione
Nella stagione 2022-2023 il Elversberg, allenato da Horst Steffen, concluse il campionato di 3. Liga al 1º posto e fu promosso in 2. Bundesliga. In Coppa di Germania il Elversberg fu eliminato al secondo turno dal Bochum.

## Rosa
| N. |                       | Ruolo | Calciatore            |
| -- | --------------------- | ----- | --------------------- |
| 1  | Germania (bandiera)   | P     | Frank Lehmann         |
| 3  | Germania (bandiera)   | D     | Luca-Falk Menke       |
| 4  | Germania (bandiera)   | D     | Kevin Conrad          |
| 5  | Germania (bandiera)   | D     | Laurin von Piechowski |
| 6  | Germania (bandiera)   | C     | Patryk Dragon         |
| 7  | Germania (bandiera)   | A     | Manuel Feil           |
| 8  | Germania (bandiera)   | A     | Jannik Rochelt        |
| 9  | Kosovo (bandiera)     | A     | Valdrin Mustafa       |
| 10 | Turchia (bandiera)    | A     | Sinan Tekerci         |
| 11 | Germania (bandiera)   | C     | Luca Dürholtz         |
| 12 | Germania (bandiera)   | P     | Kai Zahler            |
| 13 | Portogallo (bandiera) | D     | Marcel Correia        |
| 14 | Germania (bandiera)   | D     | Robin Fellhauer       |
| 16 | Germania (bandiera)   | A     | Ben Bobzien           |
| 17 | Germania (bandiera)   | D     | Tobias Mißner         |

| N. |                           | Ruolo | Calciatore         |
| -- | ------------------------- | ----- | ------------------ |
| 18 | Germania (bandiera)       | C     | Semih Şahin        |
| 19 | Germania (bandiera)       | D     | Lukas Pinckert     |
| 20 | Austria (bandiera)        | P     | Nicolas Kristof    |
| 21 | Germania (bandiera)       | C     | Eros Dacaj         |
| 23 | Germania (bandiera)       | C     | Carlo Sickinger    |
| 24 | Germania (bandiera)       | A     | Luca Schnellbacher |
| 25 | Germania (bandiera)       | C     | Sebastian Saftig   |
| 27 | Germania (bandiera)       | A     | Nick Woltemade     |
| 28 | Germania (bandiera)       | P     | David Kercek       |
| 29 | Germania (bandiera)       | A     | Anton Ziegler      |
| 30 | Costa d'Avorio (bandiera) | A     | Jean Koffi         |
| 31 | Germania (bandiera)       | C     | Thore Jacobsen     |
| 32 | Germania (bandiera)       | C     | Daniel Pantschenko |
| 33 | Germania (bandiera)       | D     | Maurice Neubauer   |
| 35 | Austria (bandiera)        | D     | Nico Antonitsch    |

## Organigramma societario
Area tecnica
- Allenatore: Horst Steffen
- Allenatore in seconda: Raphael Duarte, David Pietrzyk, Rudi Thömmes
- Preparatore dei portieri: Sascha Purket
- Preparatori atletici:

## Calciomercato

### Sessione estiva
| Acquisti | Acquisti           | Acquisti         | Acquisti |
| R.       | Nome               | da               | Modalità |
| -------- | ------------------ | ---------------- | -------- |
| A        | Nick Woltemade     | Werder Brema     |          |
| C        | Luca Dürholtz      | Rot-Weiss Essen  |          |
| D        | Lukas Pinckert     | Viktoria Berlino |          |
| D        | Marcel Correia     | Paderborn        |          |
| C        | Thore Jacobsen     | Werder Brema     |          |
| P        | David Kercek       | Elversberg U17   |          |
| D        | Tobias Mißner      | Magonza II       |          |
| C        | Daniel Pantschenko | Elversberg U19   |          |
| A        | Jannik Rochelt     | Ulma             |          |
| A        | Anton Ziegler      | Elversberg U19   |          |

| Cessioni | Cessioni                | Cessioni             | Cessioni |
| R.       | Nome                    | a                    | Modalità |
| -------- | ----------------------- | -------------------- | -------- |
| C        | Charles-Elie Laprévotte | Aviron Bayonnais     |          |
| D        | Gabriel Weiß            | Eintracht Treviri    |          |
| A        | Nico Karger             | FC Deisenhofen       |          |
| D        | Pascal Fischer          | FC Hertha Wiesbach   |          |
| D        | Nico Flögel             | FSV Jägersburg       |          |
| C        | Yannik Haupts           | FC Hertha Wiesbach   |          |
| D        | Manuel Kober            | TSV Steinbach Haiger |          |

### Sessione invernale
| Acquisti | Acquisti        | Acquisti      | Acquisti |
| R.       | Nome            | da            | Modalità |
| -------- | --------------- | ------------- | -------- |
| A        | Ben Bobzien     | Magonza       |          |
| D        | Nico Antonitsch | Ingolstadt 04 |          |

| Cessioni | Cessioni   | Cessioni  | Cessioni |
| R.       | Nome       | a         | Modalità |
| -------- | ---------- | --------- | -------- |
| A        | Isra Suero | Castellón |          |

## Risultati

### 3. Liga

#### Girone di andata
| Arbitro: | Oldhafer |

|               |           |                                                |
| Berlinski 13’ | Marcatori | 7’, 10’ Koffi 23’, 26’ Schnellbacher 82’ Şahin |

| Arbitro: | Dingert |

|  |           |                                           |
|  | Marcatori | 51’ (rig.) Günther-Schmidt 83’ Krätschmer |

| Arbitro: | Fuchs |

|                          |           |                                    |
| Ziętarski 49’ Badjie 68’ | Marcatori | 22’ Conrad 84’ Tekerci 89’ Mustafa |

| Arbitro: | Hildenbrand |

|                                                        |           |  |
| Rochelt 7’ Feil 31’ Schnellbacher 53’, 57’ Mustafa 81’ | Marcatori |  |

| Arbitro: | Jablonski |

|                 |           |                                   |
| Arslan 40’, 90’ | Marcatori | 4’, 60’ Correia 20’ Schnellbacher |

| Arbitro: | Stegemann |

|           |           |  |
| Koffi 42’ | Marcatori |  |

| Meppen 4 settembre 2022, ore 13:00 CEST 7ª giornata | Meppen     | 0 – 0 referto | Elversberg | Hänsch-Arena (6 471 spett.)\| Arbitro: \| Gansloweit \| |
| Arbitro:                                            | Gansloweit |               |            |                                                         |

| Arbitro: | Aarnink |

|                                                                |           |             |
| Rochelt 13’ Pinckert 27’ Jacobsen 34’ (rig.) Schnellbacher 71’ | Marcatori | 78’ Boyamba |

| Arbitro: | Thomsen |

|                  |           |                                       |
| Zimmerschied 14’ | Marcatori | 4’ Schnellbacher 58’ Rochelt 71’ Feil |

| Arbitro: | Jürgensen |

|            |           |                      |
| Rochelt 5’ | Marcatori | 61’ Wolfram 68’ Otto |

| Arbitro: | Eckermann |

|                                 |           |  |
| Mustafa 12’ Koffi 82’ Suero 90’ | Marcatori |  |

| Arbitro: | Brombacher |

|  |           |                    |
|  | Marcatori | 49’, 69’ Fellhauer |

| Arbitro: | Exner |

|                                             |           |                |
| Rochelt 2’, 68’ Schnellbacher 40’ Suero 90’ | Marcatori | 63’ Engelhardt |

| Arbitro: | Greif |

|            |           |                   |
| Besong 60’ | Marcatori | 59’ Schnellbacher |

| Arbitro: | Thomsen |

|                                |           |              |
| Feil 12’ Koffi 20’ Rochelt 69’ | Marcatori | 32’ Pohlmann |

| Arbitro: | Heft |

|  |           |               |
|  | Marcatori | 19’ Woltemade |

| Arbitro: | Eckermann |

|                                               |           |  |
| Woltemade 23’ Rochelt 30’ Jacobsen 74’ (rig.) | Marcatori |  |

| Arbitro: | Brand |

|            |           |  |
| Goppel 11’ | Marcatori |  |

| Arbitro: | Winter |

|                                                        |           |                                      |
| Schnellbacher 17’ Jacobsen 23’ (rig.), 25’, 73’ (rig.) | Marcatori | 41’ Butler 52’ Dittgen 90’ Doumbouya |

#### Girone di ritorno
| Arbitro: | Erbst |

|                                  |           |  |
| Feil 62’ Woltemade 70’ Suero 90’ | Marcatori |  |

| Arbitro: | Stegemann |

|  |           |                                                       |
|  | Marcatori | 32’, 40’ Schnellbacher 45’ (rig.) Woltemade 90’ Koffi |

| Arbitro: | Brombacher |

|                               |           |  |
| Woltemade 8’, 17’ Rochelt 54’ | Marcatori |  |

| Arbitro: | Weisbach |

|  |           |                  |
|  | Marcatori | 77’, 90’ Mustafa |

| Arbitro: | Bacher |

|                  |           |              |
| Dacaj 81’ (rig.) | Marcatori | 23’ Kutschke |

| Arbitro: | Badstübner |

|                       |           |                   |
| Wagner 71’ Lebeau 72’ | Marcatori | 12’ (aut.) Riedel |

| Arbitro: | Schultes |

|                        |           |                               |
| Fellhauer 13’ Feil 43’ | Marcatori | 15’ Blacha 25’ (aut.) Kristof |

| Arbitro: | Ballweg |

|             |           |                |
| Boyamba 34’ | Marcatori | 18’ Antonitsch |

| Arbitro: | Gansloweit |

|                   |           |             |
| Schnellbacher 42’ | Marcatori | 51’ Steczyk |

| Arbitro: | Wildfeuer |

|            |           |                                   |
| Paetow 73’ | Marcatori | 14’ Fellhauer 90’ (rig.) Jacobsen |

| Arbitro: | Hanslbauer |

|                     |           |                    |
| Kölle 32’ Girth 62’ | Marcatori | 13’, 39’ Woltemade |

| Arbitro: | Bickel |

|                                       |           |                     |
| Rochelt 12’ Woltemade 45’ Correia 55’ | Marcatori | 2’ Meißner 90’ Hong |

| Arbitro: | Schwengers |

|              |           |  |
| Simakala 79’ | Marcatori |  |

| Arbitro: | Nouhoum |

|  |           |             |
|  | Marcatori | 74’ Sijarić |

| Arbitro: | Weisbach |

|                        |           |  |
| Njinmah 36’ Michel 61’ | Marcatori |  |

| Arbitro: | Storks |

|                                                               |           |                          |
| Feil 15’ Şahin 24’ Dürholtz 45’ Schnellbacher 45’ Rochelt 64’ | Marcatori | 9’ Zejnullahu 12’ Kirsch |

| Arbitro: | Gerach |

|                      |           |          |
| Kehl 58’ (rig.), 68’ | Marcatori | 81’ Feil |

| Arbitro: | Storks |

|             |           |             |
| Correia 52’ | Marcatori | 81’ Iredale |

| Arbitro: | Hanslbauer |

|               |           |                          |
| Doumbouya 49’ | Marcatori | 4’ Rochelt 53’ Woltemade |

### Coppa di Germania
| Arbitro: | Petersen |

|                                                          |           |                                   |
| Rochelt 2’ Koffi 17’ (rig.) Schnellbacher 37’ Conrad 74’ | Marcatori | 5’ Hložek 30’ Aránguiz 89’ Schick |

| Arbitro: | Waschitzki-Günther |

|  |           |             |
|  | Marcatori | 85’ Losilla |

## Statistiche

### Statistiche di squadra
| Competizione      | Punti | In casa | In casa | In casa | In casa | In casa | In casa | In trasferta | In trasferta | In trasferta | In trasferta | In trasferta | In trasferta | Totale | Totale | Totale | Totale | Totale | Totale | DR  |
| Competizione      | Punti | G       | V       | N       | P       | Gf      | Gs      | G            | V            | N            | P            | Gf           | Gs           | G      | V      | N      | P      | Gf     | Gs     | DR  |
| ----------------- | ----- | ------- | ------- | ------- | ------- | ------- | ------- | ------------ | ------------ | ------------ | ------------ | ------------ | ------------ | ------ | ------ | ------ | ------ | ------ | ------ | --- |
| 3. Liga           | 74    | 19      | 12      | 4       | 3       | 47      | 20      | 19           | 10           | 4            | 5            | 33           | 20           | 38     | 22     | 8      | 8      | 80     | 40     | +40 |
| Coppa di Germania | -     | 2       | 1       | 0       | 1       | 4       | 4       | 0            | 0            | 0            | 0            | 0            | 0            | 2      | 1      | 0      | 1      | 4      | 4      | 0   |
| Totale            | 74    | 21      | 13      | 4       | 4       | 51      | 24      | 19           | 10           | 4            | 5            | 33           | 20           | 40     | 23     | 8      | 9      | 84     | 44     | +40 |

### Andamento in campionato
| Giornata  | 1 | 2 | 3 | 4 | 5 | 6 | 7 | 8 | 9 | 10 | 11 | 12 | 13 | 14 | 15 | 16 | 17 | 18 | 19 | 20 | 21 | 22 | 23 | 24 | 25 | 26 | 27 | 28 | 29 | 30 | 31 | 32 | 33 | 34 | 35 | 36 | 37 | 38 |
| --------- | - | - | - | - | - | - | - | - | - | -- | -- | -- | -- | -- | -- | -- | -- | -- | -- | -- | -- | -- | -- | -- | -- | -- | -- | -- | -- | -- | -- | -- | -- | -- | -- | -- | -- | -- |
| Luogo     | T | C | T | C | T | C | T | C | T | C  | C  | T  | C  | T  | C  | T  | C  | T  | C  | C  | T  | C  | T  | C  | T  | C  | T  | C  | T  | T  | C  | T  | C  | T  | C  | T  | C  | T  |
| Risultato | V | P | V | V | V | V | N | V | V | P  | V  | V  | V  | N  | V  | V  | V  | P  | V  | V  | V  | V  | V  | N  | P  | N  | N  | N  | V  | N  | V  | P  | P  | P  | V  | P  | N  | V  |
| Posizione | 1 | 8 | 6 | 4 | 2 | 2 | 2 | 1 | 1 | 2  | 1  | 1  | 1  | 1  | 1  | 1  | 1  | 1  | 1  | 1  | 1  | 1  | 1  | 1  | 1  | 1  | 1  | 1  | 1  | 1  | 1  | 1  | 1  | 1  | 1  | 1  | 1  | 1  |

Legenda:

Luogo: C = Casa; T = Trasferta. Risultato: V = Vittoria; N = Pareggio; P = Sconfitta.

### Statistiche dei giocatori
| Giocatore         | 3. Liga  | 3. Liga | 3. Liga     | 3. Liga    | Coppa di Germania | Coppa di Germania | Coppa di Germania | Coppa di Germania | Totale   | Totale | Totale      | Totale     |
| Giocatore         | Presenze | Reti    | Ammonizioni | Espulsioni | Presenze          | Reti              | Ammonizioni       | Espulsioni        | Presenze | Reti   | Ammonizioni | Espulsioni |
| ----------------- | -------- | ------- | ----------- | ---------- | ----------------- | ----------------- | ----------------- | ----------------- | -------- | ------ | ----------- | ---------- |
| N. Antonitsch     | 17       | 1       | 4           | 0          | 0                 | 0                 | 0                 | 0                 | 17       | 1      | 4           | 0          |
| B. Bobzien        | 14       | 0       | 0           | 0          | 0                 | 0                 | 0                 | 0                 | 14       | 0      | 0           | 0          |
| K. Conrad         | 14       | 1       | 3           | 1          | 2                 | 1                 | 0                 | 0                 | 16       | 2      | 3           | 1          |
| M. Correia        | 30       | 4       | 5           | 0          | 2                 | 0                 | 0                 | 0                 | 32       | 4      | 5           | 0          |
| E. Dacaj          | 14       | 1       | 0           | 0          | 2                 | 0                 | 0                 | 0                 | 16       | 1      | 0           | 0          |
| P. Dragon         | 0        | 0       | 0           | 0          | 0                 | 0                 | 0                 | 0                 | 0        | 0      | 0           | 0          |
| L. Dürholtz       | 28       | 1       | 0           | 0          | 0                 | 0                 | 0                 | 0                 | 28       | 1      | 0           | 0          |
| M. Feil           | 38       | 7       | 4           | 0          | 2                 | 0                 | 0                 | 0                 | 40       | 7      | 4           | 0          |
| R. Fellhauer      | 32       | 4       | 5           | 0          | 2                 | 0                 | 0                 | 0                 | 34       | 4      | 5           | 0          |
| T. Jacobsen       | 37       | 6       | 10          | 0          | 2                 | 0                 | 1                 | 0                 | 39       | 6      | 11          | 0          |
| D. Kercek         | 0        | 0       | 0           | 0          | 0                 | 0                 | 0                 | 0                 | 0        | 0      | 0           | 0          |
| J. Koffi          | 31       | 6       | 5           | 0          | 2                 | 1                 | 0                 | 0                 | 33       | 7      | 5           | 0          |
| N. Kristof        | 36       | 0       | 0           | 0          | 2                 | 0                 | 0                 | 0                 | 38       | 0      | 0           | 0          |
| F. Lehmann        | 2        | 0       | 0           | 0          | 0                 | 0                 | 0                 | 0                 | 2        | 0      | 0           | 0          |
| L. Menke          | 7        | 0       | 1           | 0          | 0                 | 0                 | 0                 | 0                 | 7        | 0      | 1           | 0          |
| T. Mißner         | 1        | 0       | 0           | 0          | 0                 | 0                 | 0                 | 0                 | 1        | 0      | 0           | 0          |
| V. Mustafa        | 29       | 5       | 1           | 0          | 1                 | 0                 | 1                 | 0                 | 30       | 5      | 2           | 0          |
| M. Neubauer       | 37       | 0       | 3           | 0          | 2                 | 0                 | 1                 | 0                 | 39       | 0      | 4           | 0          |
| D. Pantschenko    | 0        | 0       | 0           | 0          | 0                 | 0                 | 0                 | 0                 | 0        | 0      | 0           | 0          |
| L. Pinckert       | 26       | 1       | 5           | 1          | 1                 | 0                 | 0                 | 0                 | 27       | 1      | 5           | 1          |
| J. Rochelt        | 37       | 12      | 3           | 0          | 2                 | 1                 | 1                 | 0                 | 39       | 13     | 4           | 0          |
| S. Saftig         | 0        | 0       | 0           | 0          | 0                 | 0                 | 0                 | 0                 | 0        | 0      | 0           | 0          |
| S. Şahin          | 30       | 2       | 4           | 0          | 2                 | 0                 | 0                 | 0                 | 32       | 2      | 4           | 0          |
| L. Schnellbacher  | 27       | 14      | 5           | 1          | 2                 | 1                 | 0                 | 0                 | 29       | 15     | 5           | 1          |
| C. Sickinger      | 21       | 0       | 2           | 1          | 1                 | 0                 | 0                 | 0                 | 22       | 0      | 2           | 1          |
| I. Suero          | 11       | 3       | 0           | 0          | 1                 | 0                 | 0                 | 0                 | 12       | 3      | 0           | 0          |
| S. Tekerci        | 17       | 1       | 0           | 0          | 2                 | 0                 | 1                 | 0                 | 19       | 1      | 1           | 0          |
| N. Woltemade      | 31       | 10      | 6           | 0          | 1                 | 0                 | 0                 | 0                 | 32       | 10     | 6           | 0          |
| K. Zahler         | 0        | 0       | 0           | 0          | 0                 | 0                 | 0                 | 0                 | 0        | 0      | 0           | 0          |
| A. Ziegler        | 0        | 0       | 0           | 0          | 0                 | 0                 | 0                 | 0                 | 0        | 0      | 0           | 0          |
| L. von Piechowski | 11       | 0       | 0           | 0          | 1                 | 0                 | 0                 | 0                 | 12       | 0      | 0           | 0          |